# Hylomyscus carillus
Hylomyscus carillus es una especie de roedor de la familia Muridae.

## Distribución geográfica
Es endémica de Angola. 

## Hábitat
Sus hábitats naturales son las regiones de clima tropical o subtropical, y bosques áridos.